# Samantha Crawford
Samantha Crawford (Atlanta, 18 februari 1995) is een tennisspeelster uit de Verenigde Staten van Amerika. Crawford begon met tennis toen zij vier jaar oud was. Haar favoriete ondergrond is hardcourt. Zij speelt rechtshandig en heeft een tweehandige backhand.
Bij de junioren won Crawford in 2012 het meisjesenkelspel van de US Open.
Nadat Crawford in 2011 haar grandslamdebuut had beleefd op het dubbelspeltoernooi van de US Open (waarvoor zij samen met Madison Keys een wildcard had gekregen), nam zij het jaar erna deel aan alle drie disciplines van het US Open – toegang tot het hoofdtoernooi van het enkelspel had zij eigenhandig bevochten door een geslaagd kwalificatietoernooi.
In 2015 verdiende zij opnieuw toegang tot het enkelspelhoofdtoernooi van de US Open, door het winnen van de US Open Wild Card Challenge, een drie weken durende hardcourt-toernooienreeks georganiseerd door de United States Tennis Association. In november 2015 won zij haar eerste ITF-toernooi, in Scottsdale (VS) – zij versloeg de Zwitserse Viktorija Golubic.
Op het WTA-toernooi van Brisbane 2016 versloeg Crawford haar hoogst-rankende tegenstandster: de Zwitserse Belinda Bencic (WTA-14) en bereikte vervolgens haar eerste halve finale op de WTA-tour.

## Posities op deWTA-ranglijst
Positie per einde seizoen:
| jaartal | ranking enkelspel | ranking dubbelspel |
| ------- | ----------------- | ------------------ |
| 2011    | 978               | 656                |
| 2012    | 289               | 422                |
| 2013    | 310               | 394                |
| 2014    | 293               | 245                |
| 2015    | 172               | 250                |

## Resultaten grandslamtoernooien
| Legenda | Legenda                          |
| ------- | -------------------------------- |
| g.t.    | geen toernooi gehouden           |
| l.c.    | lagere categorie                 |
| –       | niet deelgenomen                 |
| G       | uitgeschakeld in de groepsfase   |
| 1R      | uitgeschakeld in de eerste ronde |
| 2R      | uitgeschakeld in de tweede ronde |
| 3R      | uitgeschakeld in de derde ronde  |
| 4R      | uitgeschakeld in de vierde ronde |
| KF      | uitgeschakeld in de kwartfinale  |
| HF      | uitgeschakeld in de halve finale |
| F       | de finale verloren               |
| W       | het toernooi gewonnen            |
| w-v     | winst/verlies-balans             |

### Enkelspel
| Toernooi        | 2012 |    | 2015 | 2016 | 2017 |
| --------------- | ---- | -- | ---- | ---- | ---- |
| Australian Open | –    | –  | 1R   | 2R   |      |
| Roland Garros   | –    | –  | 1R   | –    |      |
| Wimbledon       | –    | –  | 2R   | –    |      |
| US Open         | 1R   | 1R | 1R   |      |      |

### Vrouwendubbelspel
| Australian Open | –  | –  | –  | –  |
| Roland Garros   | –  | –  | –  | –  |
| Wimbledon       | –  | –  | –  | –  |
| US Open         | 1R | 1R | 1R | 1R |

### Gemengd dubbelspel
| Toernooi        | 2012 |
| --------------- | ---- |
| Australian Open | –    |
| Roland Garros   | –    |
| Wimbledon       | –    |
| US Open         | 1R   |